# Moalkejavri
Moalkejavri eller Moalkijävri är en sjö i Finland. Den ligger i kommunen Utsjoki i landskapet Lappland, i den norra delen av landet, 1 100 km norr om huvudstaden Helsingfors. Moalkijävri ligger 277 meter över havet. Omgivningarna runt Moalkejavri är i huvudsak ett öppet busklandskap. Arean är 17 hektar och strandlinjen är 2,93 kilometer lång. Sjön  ingår i Tana älvs huvudavrinningsområde. 